# Francesco Quaini
Francesco Quaini (Bologna, 1611 – Bologna, 1680) è stato un pittore italiano del periodo barocco.

## Biografia
Nacque a Bologna e studiò presso Agostino Mitelli, maestro rinomato all'epoca per le sue quadrature prospettiche, di cui divenne il pupillo. Lavorò a Bologna in coppia con Marcantonio Franceschini nell'affresco di parecchi edifici pubblici, inclusa la decorazione della Sala Farnese del Palazzo Pubblico.
Fratello della madre di Carlo Cignani, lavorò a lungo con costui, venendone influenzato. Forse anche grazie a questo legame, si stabilì a Forlì, dove operò e dove si sposò con Felicita Briccioli. Da loro nacque, probabilmente a Ravenna, Luigi Quaini.
Fra i suoi allievi vanno segnalati il figlio Luigi Quaini e Marcantonio Chiarini, i quali si distinsero nel panorama artistico italiano come pittori di quadrature.
Morì a Bologna nel 1680.